# Sturm über dem Nil
Sturm über dem Nil (Originaltitel: Storm Over the Nile) ist ein in der Kolonialzeit spielender, britischer Abenteuerfilm aus dem Jahr 1955 von Zoltan Korda und Terence Young mit Anthony Steel, Laurence Harvey und James Robertson Justice in den Hauptrollen. Die Geschichte basiert auf dem Roman The Four Feathers (1902) von A. E. W. Mason und ist ein Remake von Kordas Vorkriegsinszenierung Vier Federn.

## Handlung
Großbritannien, im ausgehenden Viktorianischen Zeitalter. Der junge Harry Faversham, Sohn eines erfahrenen und aus dem Krimkrieg mit besonderer Tapferkeit hervorgegangenen Generals, gehört mit seinen Kameraden Captain John Durrance, Lieutenant Willoughby und Lieutenant Peter Burroughs, die zugleich seine Freunde sind, einer Einheit, dem Royal North Surrey Regiment, an. Als in der britischen Kolonie südlich Ägyptens, dem Sudan, die Mahdisten den gewaltsamen Tod des britischen Generals Charles George Gordon, der bei der feindlichen Erstürmung der von ihm und seinen Männern gehaltenen Stadt Khartoum 1885 fiel, rächen sollen, wird das Regiment in Marsch gesetzt. Faversham zieht jedoch nicht das Kriegshandwerk als seine berufliche Zukunft in Betracht und plant überdies seine Verlobte Mary, die Tochter des alten General Burroughs und zugleich Schwester Peters, zu heiraten. Daher beschließt er, seinen Armeedienst am Vorabend des Abrückens zu quittieren. Seine Freunde wie auch Mary reagieren auf diese Entscheidung mit Entsetzen, Enttäuschung oder Abscheu, da sie Harrys Willen nicht mitzukommen als einen Akt der Feigheit ansehen. Wie in einem solchen Moment üblich, schickt man dem Betreffenden per Brief eine weiße Feder, mit dem man seine Verachtung kundtut.
Der Vergeltungsfeldzug im fernen Nordafrika entwickelt sich zu einer Katastrophe. Beim Mahdi-Aufstand wird John Durrances Einheit von den Arabern aufgerieben. Durrance bleibt schwer verwundet auf dem Schlachtfeld liegen, Burroughs und Willoughby werden gefangen genommen und müssen einen Marsch durch die Wüste in den Kerker antreten. John liegt im Delirium und ist durch das gleißende Sonnenlicht erblindet. Daheim in England hat Faversham von dem desaströsen Verlauf des Feldzugs erfahren und will nun seine Freunde auf eigene Faust im fernen Sudan herauspauken; nicht zuletzt auch deshalb, um nicht weiterhin als Feigling dazustehen. Er kontaktiert einen Freund seines Vaters, Dr. Sutton, der ihm helfen soll, in Ägypten die ersten wichtigen Kontakte zu knüpfen. Vor Ort wird Suttons Vertrauter Dr. Harraz sein Ansprechpartner. Mit dessen Hilfe verkleidet er sich als ein Einheimischer, lässt sich ein Brandmal setzen und färbt die eigene Hut dunkel. Nun geht er als Angehöriger eines Stammes durch, deren Zungen einst von Mahdi-Anhängern wegen angeblichen Verrats herausgeschnitten wurden. So kann sich Harry, der kein Arabisch spricht, in die Kreise der Mahdisten einschleichen ohne sprechen zu müssen oder als Europäer und „Ungläubiger“ aufzufallen.
Wie ein unsichtbarer Schatten bewegt sich Harry Faversham fortan zwischen den Fronten und folgt der Spur seiner versprengten Einheit mit seinen Freunden. Er findet den fast verdurstenden und blind im Wüsten-Nirgendwo herumstolpernden Kamerad Durrance, kümmert sich um ihn und rettet sein Leben, in dem er ihn zu der britischen Truppeneinheit führt. Als stummer „Eingeborener“ verwahrt er gegenüber Freund und Feind seine wahre Identität. In einem Ein-Mann-Kommando rettet er schließlich die im nahe gelegenen Omdurman gefangen gehaltenen Freunde Willoughby und Burroughs, gerät dabei aber selbst vorübergehend in die Hände der Mahdi-Getreuen. In gemeinsamer Anstrengung gelingt es schließlich, die Mahdisten zu schlagen und für die britischen Kolonialtruppen einen glänzenden Sieg zu erringen. Erst später erfahren alle Geretteten, wer sich unter Einsatz ihres Lebens in den fernen Sudan aufgemacht hatte, um sie alle „herauszupauken“. Durrance, Willoughby und Burroughs erkennen ihren großen Fehler, und Mary Burroughs ist besonders beschämt, dass sie einst ihrem Verlobten eine weiße Feder zugesandt hatte.

## Entstehung
| Figur             | Darsteller              | Deutscher Sprecher |
| ----------------- | ----------------------- | ------------------ |
| Harry Faversham   | Anthony Steel           | Gerd Vespermann    |
| John Durrance     | Laurence Harvey         | Sebastian Fischer  |
| General Burroughs | James Robertson Justice | Carl Voscherau     |
| Peter Burroughs   | Ronald Lewis            | Holger Hagen       |
| Karaga Pasha      | Christopher Lee         | Walter Klam        |
| General Faversham | Michael Hordern         | Hans Paetsch       |
| Willoughby        | Ian Carmichael          | Charles Brauer     |
| Dr. Harraz        | Ferdy Mayne             | Richard Münch      |
| Dr. Sutton        | Geoffrey Keen           | Arnold Marquis     |

Sturm über dem Nil, Zoltan Kordas letzte Inszenierung, entstand unter dem Arbeitstitel None But the Brave in der ersten Jahreshälfte in Großbritannien (Außen- und Innenaufnahmen) und dem Sudan (Außenaufnahmen). Der Film wurde am 26. Dezember 1955 in London uraufgeführt, die deutsche Premiere fand stark verspätet erst am 1. August 1958 statt. Im deutschen Fernsehen wurde Sturm über dem Nil erstmals am 5. April 1996 auf Sat.1 ausgestrahlt.
Alexander Korda übernahm ungenannt die Herstellungsleitung. Regisseur Vincent Korda entwarf (ebenfalls ungenannt) gemeinsam mit dem allein genannten Chefarchitekten Wilfred Shingleton die Filmbauten. Robert Day war einfacher Kameramann, Tony Masters diente den Filmarchitekten als Assistent.
Einige der aufwendigsten Schlachtenszenen sind dem 1939er-Film Vier Federn entnommen.

## Geschichtlicher Hintergrund
- Charles George Gordon (1833–1885) war ein britischer Generalmajor, der auch als China Gordon, Gordon Pascha und Gordon von Khartoum bekannt war. Er nahm 1859/60 am 2. Opiumkrieg in China teil. 1873 wurde er Gouverneur von Äquatoria in Sudan, 1877 des Türkisch-Ägyptischen Sudan 1881 kam es zum Mahdi-Aufstand, bei dem die Sudanesen die Briten und Ägypter aus ihrem Land vertreiben wollten. Am 26. Januar 1885 stürmten die Rebellen Khartum und töteten Gordon. Wie im Film beschrieben traf die Militärexpedition zur Unterstützung um zwei Tage zu spät ein. Der 1965 entstandene Film Khartoum von Basil Dearden erzählt die Geschichte Gordons als Gouverneur im Sudan.
- Der Mahdi-Aufstand war ein Kolonialkrieg im Sudan, der von 1881 bis 1899 stattfand. Als Mahdi, ein im Islam der von Allah letzte auserwählte Führer der Islam-Gläubigen, bezeichnete sich der politische Führer Muhammad Ahmad. Ahmads Ziel war die Abspaltung von Ägypten und das Ende der Kolonialisierung durch die Briten. Der Aufstand wurde nach Ahmads Tod 1885 zwar niedergeschlagen, doch verlor Ägypten die Verbindung zu Eritrea und Somaliland (Somalia). Äthiopien und Eritrea wurden italienische Kolonien, Somaliland britische Kolonie, die Franzosen besetzten Dschibuti.
- Die Schlacht von Omdurman fand am 2. September 1898 während des Mahdi-Aufstandes im Sudan statt. Omdurman, heute eine Vorstadt der sudanesischen Hauptstadt Khartoum, war seit 1884 Hauptquartier des selbsternannten Mahdi. Danach war es die Hauptstadt des Khalifa Abdullah. Über 25.000 Soldaten des Britischen Empires (8.200 Briten, ca. 17.000 Sudanesen und Ägypter) trafen elf Kilometer nördlich von Omdurman auf 52.000 sudanesische Rebellen. Die Schlacht, als Wendepunkt in der Militärgeschichte angesehen, gilt als Sieg des Empires und Ende des Aufstandes. Auf Seiten der Briten gab es 430 Verluste, davon 49 Tote. Die Rebellen hatten fast 20.000 Tote und Verwundete zu beklagen. Die Stadt Khartoum wurde bei den Kämpfen zerstört und später von den Briten wieder aufgebaut.

## Kritiken
„Bombastische, unkonzentrierte Neuverfilmung eines alten Kolonialabenteuerromans von A.E.W. Mason.“

Der Movie & Video Guide fand, dem Film ermangele es „an Klasse und Flair, aber die Geschichte ist noch immer gut“.
Craig Butler nannte in allmovie.com Sturm über dem Nil ein „perfekt unnötiges Remake von Die vier Federn“ und befand: „Wo besonders diese frühere Version ein mitreißendes, spannendes und dramatisches Abenteuer ist, ist Sturm ein rein oberflächlich-routinemäßiger, mäßig unterhaltsamer Film. […] Die Besetzung tut das Beste, was sie kann, aber Anthony Steel fehlt die Hingabe, Laurence Harvey ist nicht überzeugend, und Mary Ure, obwohl attraktiv, ist nicht die Art von Person, für die ein Mann sein Leben verlieren wird. Nur James Robertson-Justice erhebt sich über das Niveau und gibt Sturm über dem Nil einen dringend benötigten Schub, wann immer er zugegen ist.“
Halliwell‘s Film Guide sah den Film lediglich als „schwaches Remake“ an.